# توماس بيريز سيرا
توماس بيريز سيرا (بالإسبانية: Tomás Pérez Serra)‏ هو لاعب كرة قدم أرجنتيني في مركز الدفاع، ولد في 13 نوفمبر 1998 في الأرجنتين. لعب مع ديبورتيفو إسبانول.

## وصلات خارجية
- توماس بيريز سيرا على موقع قاعدة بيانات كرة القدم.إي يو (الإنجليزية)
- توماس بيريز سيرا على موقع Soccerway.com (الإنجليزية)